# Stewiacke (Nova Escócia)
Stewiacke é um município localizado na província da Nova Escócia, no leste do Canadá.  Sua população é de 1,373 habitantes.